# Suzay
Suzay ist eine französische Gemeinde mit 344 Einwohnern (Stand: 1. Januar 2022) im Département Eure in der Region Normandie. Sie gehört zum Arrondissement Les Andelys und zum Kanton Les Andelys. Die Einwohner werden Suzéens genannt.

## Nachbargemeinden
Suzay liegt etwa 45 Kilometer südöstlich von Rouen.
Nachbargemeinden von Suzay sind Farceaux im Norden, Hacqueville im Osten und Nordosten, Richeville im Osten und Südosten, Harquency im Süden und Südwesten sowie Frenelles-en-Vexin im Westen und Nordwesten.

## Bevölkerungsentwicklung
| Jahr                      | 1962 | 1968 | 1975 | 1982 | 1990 | 1999 | 2006 | 2013 |
| Einwohner                 | 113  | 125  | 118  | 138  | 175  | 206  | 228  | 315  |
| Quelle: Cassini und INSEE |      |      |      |      |      |      |      |      |

## Sehenswürdigkeiten
- Kirche Saint-Pierre, Monument historique

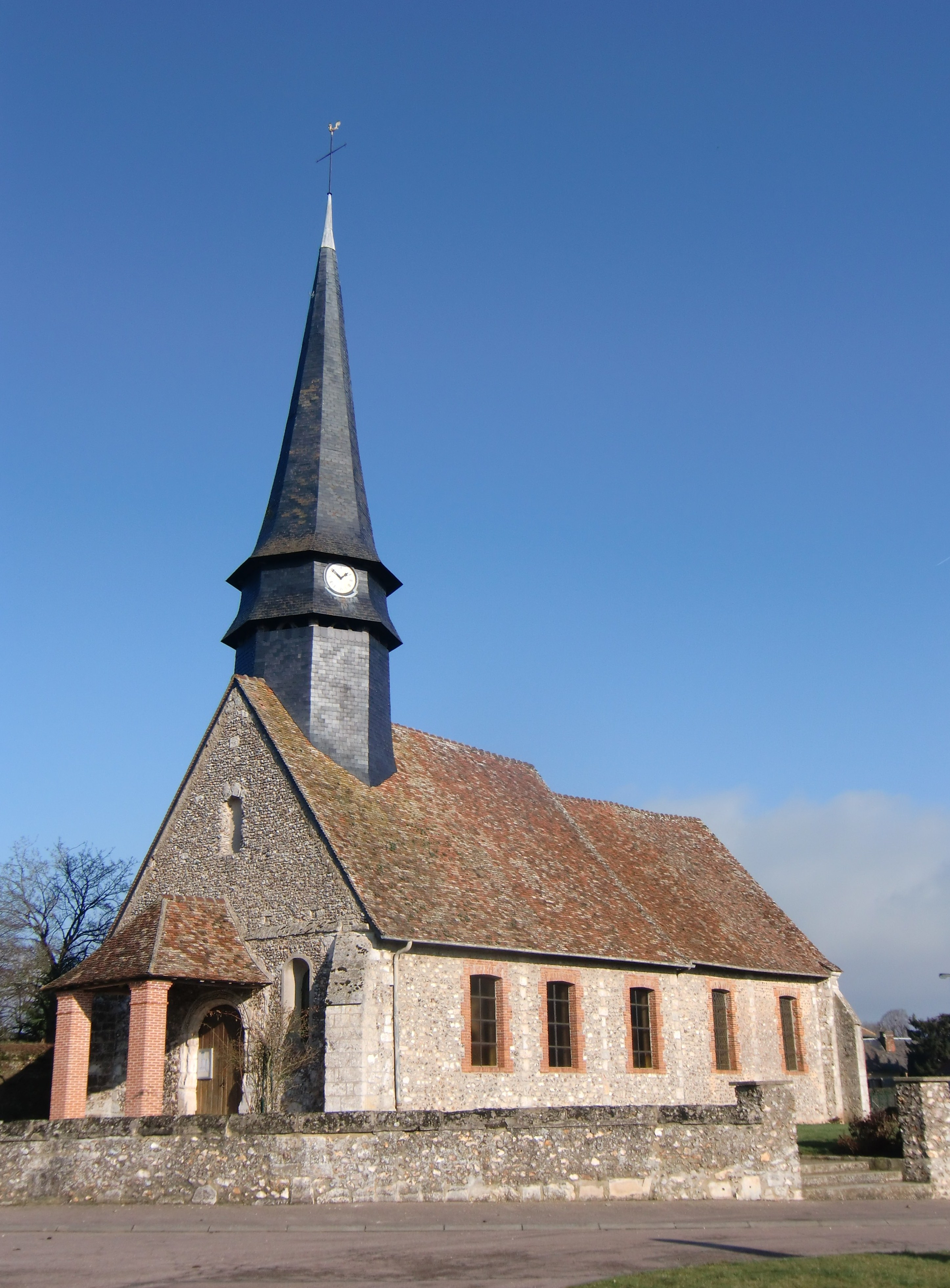
Kirche Saint-Pierre